# 谢克·乌马尔·西索科
谢克·乌马尔·西索科（法語：Cheick Oumar Sissoko；1945年—）是马里的一位电影导演和政治家。他出生于桑镇。曾在法国巴黎留学，取得非洲历史与社会学的高级研究文凭以及社会科学高等学院的历史与电影文凭，并在路易·卢米埃尔国立电影学院深造电影专业。返回马里后，在国家电影制作中心担任导演，执导多部电影，并多次获得国际奖项。1996年，创建共产主义政党非洲争取民主和独立团结，任主席。2002年10月16日—2007年10月3日，任文化部长；2007年8月8日—10月3日，兼任教育部长。